# Campeonato Europeo Sub-18 1997
El Campeonato Europeo Sub-18 1997 se llevó a cabo en Islandia del 24 al 31 de julio y contó con la participación de 8 selecciones juveniles de Europa provenientes de una fase eliminatoria.
El campeón defensor Francia venció en la final a Portugal para ganar su cuarto título continental y segundo de manera consecutiva.

## Participantes
| - Francia - Hungría - Islandia (anfitrión) - Israel | - Portugal - Irlanda - España - Suiza |

## Fase de grupos

### Grupo A
| País     | J | G | E | P | GF | GC | GD | Pts |
| -------- | - | - | - | - | -- | -- | -- | --- |
| Portugal | 3 | 3 | 0 | 0 | 5  | 0  | +5 | 9   |
| España   | 3 | 1 | 1 | 1 | 3  | 4  | –1 | 4   |
| Islandia | 3 | 0 | 2 | 1 | 3  | 4  | –1 | 2   |
| Hungría  | 3 | 0 | 1 | 2 | 3  | 6  | –3 | 1   |

| 24 julio | Hungría  | 0-2 | Portugal |
|          | España   | 1–1 | Islandia |
| 26 julio | Portugal | 1–0 | Islandia |
|          | España   | 2–1 | Hungría  |
| 28 julio | Islandia | 2–2 | Hungría  |
|          | Portugal | 2–0 | España   |

### Grupo B
| País    | J | G | E | P | GF | GC | GD | Pts |
| ------- | - | - | - | - | -- | -- | -- | --- |
| Francia | 3 | 3 | 0 | 0 | 6  | 2  | +4 | 9   |
| Irlanda | 3 | 1 | 1 | 1 | 4  | 4  | 0  | 4   |
| Suiza   | 3 | 1 | 0 | 2 | 3  | 2  | +1 | 3   |
| Israel  | 3 | 0 | 1 | 2 | 1  | 6  | –5 | 1   |

| 24 julio | Francia | 3–2 | Irlanda |
|          | Suiza   | 3–0 | Israel  |
| 26 julio | Israel  | 0-2 | Francia |
|          | Irlanda | 1–0 | Suiza   |
| 28 julio | Francia | 1–0 | Suiza   |
|          | Irlanda | 1–1 | Israel  |

## Fase final

### Tercer lugar
| Equipo 1 | Resultado | Equipo 2 |
| -------- | --------- | -------- |
| Irlanda  | 1-2       | España   |

### Final
| Equipo 1 | Resultado  | Equipo 2 |
| -------- | ---------- | -------- |
| Portugal | 0-1 (t.e.) | Francia  |

## Campeón
| Eurocopa Sub-18 1997 |
| -------------------- |
| Bandera de Francia   |
| Francia 4º Título    |